# 가족의 탄생 (영화)
"가족의 탄생"은 2006년 5월에 개봉한 김태용 감독의 한국 영화이다. 이 작품은 진지한 주제 탓인지 흥행에 실패했고 이 때문에 KBS 1TV 일일드라마 "미우나 고우나"의 원래 제목은 해당 제목이었으나 갑작스럽게 변경됐다.

## 줄거리
이 영화는 세 가지 다른 '가족' 초상화로 나뉜다. 처음 두 부분은 대략 같은 시기에 일어난다.
첫 번째 부분에서, 식당 주인 미라(문소리)는 질서정연하지만 고독한 삶에 만족하며 지내다가, 전과자 오빠 형철(엄태웅)이 훨씬 나이 많은 새 아내 무신(고두심)을 데리고 갑자기 나타난다. 미라는 마지못해 그들이 가족의 집에서 함께 지내는 것을 허락하지만, 짧은 시간 안에 갈등이 쌓이고 무신의 어린 의붓딸 채현이 예상치 못하게 도착하면서 세 성인은 빠르게 한계점에 도달한다.
두 번째 부분은 성격이 급한 젊은 여성 선경(공효진)과 그녀의 소원해진 어머니(김혜옥)와의 관계를 다룬다. 선경의 어머니에 대한 반감은 어머니가 유부남(주진모)과 바람을 피우면서 더욱 심해진다. 선경은 일본에서 일자리를 찾기 위해 부지런히 노력하지만, 어머니가 암으로 돌아가시자 어린 이복동생 경석을 돌보고 해외 이주를 포기해야 한다.
세 번째 부분은 몇 년 후 채현(정유미 (1983년))과 경석(봉태규)의 관계를 통해 첫 번째와 두 번째 이야기 줄거리를 하나로 묶는다. 이제 대학생이 된 경석은 채현이 다른 남자들에게 개방적인 태도를 보이는 것에 극도로 질투하고, 그녀의 "경솔한" 행동(그녀의 문란함은 확인되거나 부인되지 않음)이라고 경석이 생각하는 것 때문에 그들의 조화가 시험받는다. 영화는 경석이 첫 번째 부분에서 채현의 입양 가족에게 받아들여지면서 끝난다.

## 캐스팅

### 주요 인물
- 문소리 : 미라
- 고두심 : 무신
- 엄태웅 : 형철
- 공효진 : 선경
- 봉태규 : 경석
- 정유미 : 채현
- 김혜옥 : 매자
- 주진모 : 운식

### 단역
| - 김꽃비 : 분식집 단골학생 1 - 이나리 : 분식집 단골학생 2 - 황은지 : 분식집 단골학생 3 - 이진선 : 분식집 단골학생 4 - 김동영 : 분식집 단골학생 5 - 조훈휘 : 분식집 단골학생 6 - 조성환 : 분식집 단골학생 7 - 이인철 : 동동구리무 - 이라혜 : 어린 채현 - 박중현 : 면접관 1 | - 김현아 : 면접관 2 - 송정우 : 면접관 3 - 오혜원 : 담임선생님 - 경일고등학교 고적대 : 고적대 - 송현희 : 일본인 관광객 - 한유나 : 준호 여자친구 - 추승엽 : 운식 아들 1 - 김태훈 : 운식 아들 2 - 김희수 : 어린 경석 - 임정은 : 채현/경석 선배 현아 | - 고규필 : 채현/경석 친구 1 - 전미영 : 채현/경석 친구 2 - 조명연 : 장례식장 선배 태식 - 홍재성 : 상호 - 김태윤 : 영호 - 신예원 : 기차 뒷좌석 아이 - 류성현 : 빚쟁이 남자 - 강토 : 미라네 개 |

### 특별 출연
| - 류승범 : 준호 - 정흥채 : 김사장 - 이현순 : 운식 부인 | - 우현 : 플랫폼 남자 - 조희봉 : 플랫폼 - 찾는 남자 - 이은정 : 플랫폼 - 피하는 여자 | - 박미현 : 미현 - 정왜스님 : 스님 |

## 수상
- 2006년 제47회 데살로니키 국제 영화제 각본상 - 성기영, 김태용
- 2006년 제47회 데살로니키 국제 영화제 골든 알렉산더 - 김태용
- 2006년 제47회 데살로니키 국제 영화제 여우주연상 - 문소리, 김혜옥, 공효진, 고두심
- 2006년 제7회 부산영화평론가협회상 감독상 - 김태용
- 2006년 제7회 부산영화평론가협회상 최우수 - 작품상
- 2006년 제26회 한국영화평론가협회상 최우수 작품상 - 김태용
- 2006년 제14회 이천춘사대상영화제 남자신인상 - 엄태웅
- 2006년 제27회 청룡영화상 감독상 - 김태용
- 2006년 제27회 청룡영화상 여우조연상 - 정유미
- 2007년 제44회 대종상 영화제 최우수작품상 - 김태용
- 2007년 제44회 대종상 영화제 시나리오상 - 성기영, 김태용